# Haimar Zubeldia
Haimar Zubeldia Agirre (Usurbil, 1º aprile 1977) è un ex ciclista su strada spagnolo di origini basche.
Professionista dal 1998 al 2017, aveva caratteristiche di scalatore. Ha partecipato tredici volte al Tour de France, classificandosi quinto nel 2003 e nel 2007 e sesto nel 2012.

## Carriera
Passò professionista nel 1998 con l'Euskaltel-Euskadi, squadra basca. Nel 2000 vinse una tappa e la classifica generale della Euskal Bizikleta, poi nelle stagioni a seguire si mise in evidenza con buone prestazioni in salita al Tour de France. Nel 2003 concluse quinto alla Grande Boucle davanti al compagno di squadra Iban Mayo, senza però vincere nessuna tappa; nel 2006 chiuse nono (ottavo per la squalifica del vincitore Floyd Landis) mentre nel 2007 fu ancora quinto.
Nel 2009 lasciò dopo undici stagioni l'Euskaltel e si trasferì all'Astana, squadra kazaka diretta da Johan Bruyneel. Corse il Tour de France e la Vuelta a España di quell'anno, chiudendo rispettivamente al 27º e al 14º posto. Nel 2010 passò al Team RadioShack, con il quale tornò alla vittoria dopo dieci anni di digiuno, aggiudicandosi il prologo e la classifica generale del Tour de l'Ain.
Nel 2012, in maglia RadioShack-Nissan, fu autore di un buon Tour de France, che lo vide concludere al sesto posto nella classifica generale. Entrò nella Top 10 della corsa francese anche due anni dopo, nel 2014, classificandosi ottavo.
Nel 2017 partecipa per la sedicesima volta al Tour de France: viene convocato in extremis, in sostituzione del compagno André Cardoso che viene trovato positivo all'EPO. Nello stesso mese, durante la Clásica San Sebastián, partendo col dorsale numero 1, chiude la propria carriera professionista, giungendo al traguardo 29º.

## Palmarès
- 2000 (Euskaltel-Euskadi, due vittorie)

4ª tappa, 2ª semitappa, Bicicletta Basca
Classifica generale Bicicletta Basca
- 2010 (Team RadioShack, due vittorie)

Prologo Tour de l'Ain
Classifica generale Tour de l'Ain

### Altri successi
- 2002 (Euskaltel-Euskadi)

Classifica giovani Critérium du Dauphiné Libéré
- 2009 (Astana)

4ª tappa Tour de France (cronosquadre)

## Piazzamenti

### Grandi Giri
- Giro d'Italia

2005: 49º
- Tour de France

2001: 73º
2002: 39º
2003: 5º
2004: ritirato (13ª tappa)
2005: 15º
2006: 8º
2007: 4º
2008: 45º
2009: 27º
2011: 16º
2012: 6º
2013: 36º
2014: 8º
2015: 62º
2016: 24º
2017: 52º
- Vuelta a España

2000: 10º
2001: 43º
2002: 11º
2004: 40º
2006: 34º
2007: 44º
2009: 14º
2011: 25º
2013: ritirato (14ª tappa)
2014: non partito (17ª tappa)
2015: 23º
2016: 19º

### Classiche monumento
- Liegi-Bastogne-Liegi

2009: 70º
2010: 51º
2011: 42º
2013: 43º
2016: 150º
- Giro di Lombardia

2002: 55º
2012: ritirato
2013: ritirato
2015: 43º
2016: ritirato

### Competizioni mondiali
- Campionato del mondo

Plouay 2000 - In linea Elite: ritirato
Zolder 2002 - In linea Elite: 126º
Melbourne 2010 - In linea Elite: 39º